# Hoover (Alabama)
Hoover er en amerikansk by i de amerikanske counties Jefferson County og Shelby County i staten Alabama. Den har et indbyggertal på 92.606 (2020).

## Ekstern henvisning
- Officiel hjemmeside

- Wikimedia Commons har flere filer relateret til Hoover (Alabama)